# 陈明义 (少将)
陈明义（1917年3月—2002年5月24日），河南省商城县伏山乡人。中国人民解放军开国少将。
1930年8月入团，任商城县儿童团大队长、共青团县童委书记。1931年参加中国工农红军。1933年7月转党。红军第三次过草地北上时，任总司令部作战参谋。参加红军西路军远征，带领别动队在祁连山区活动。西路军失败后，红军西路军总部参谋陈明义、总指挥部第五局（政治保卫局）保卫科长袁立夫（福建人）任正、副队长的小分队共34人护送徐向前、陈昌浩出祁连山，走至张掖南面的西洞寨时，侦察探路的康海生、赵家仕被搜山的马家军骑兵抓去，袁立夫在黑夜里失散后回了原籍，抗战爆发后于1937年返回延安，受到军法审判被处决。徐向前让陈明义、肖永银两人单独突围，两人经过120多个日日夜夜，1千多公里艰苦行程，1937年7月15日找到了援西军。
抗日战争爆发后，陈明义任八路军一二九师司令部作战参谋挺进华北对日作战。历任冀鲁豫军区作战科副科长、科长、太行军区先遣支队参谋长，新九旅、新四旅参谋长等职务，1942年任冀南军区参谋长。在解放战争时期，陈明义任豫皖苏军区参谋长。1949年2月组建第十八军任参谋长。
1950年3月18日，十八军进军西藏，陈明义任十八军暨西藏军区参谋长、十八军后方部队司令员兼政委，担任运输、修路、修机场、支援前方部队的任务。主持修筑甘孜机场、康藏公路。后主持修筑了当雄机场、贡嘎机场。
1955年5月，西藏军区升格为大军区，任副司令员兼参谋长。1955年9月27日，被授予中国人民解放军少将。1957年8月卸任参谋长，专任副司令员。1961年周恩来总理让陈明义担任中尼公路工程指挥部指挥长、党委书记职务。1967年5月16日，在亚东组建西藏军区前方指挥部，西藏军区副司令员陈明义和军区政治部主任张桂森负责。1970年11月任西藏军区司令员。1973年11月调任成都军区副司令员兼西藏军区司令员。1975年8月改任成都军区副司令员兼参谋长。1978年7月卸任参谋长，专任副司令员。1985年6月退二线。